# 카바르시아
카바르시아(학명Cavarzia trostheideI)는 도마뱀목 바라놉스과에 속하는 도마뱀이다. 지금은 멸종된 종으로서 전체적인 몸길이가 2~4m인 거대한 도마뱀에 속한다.

## 특징
카바르지아는 독일의 페름기 초기부터 멸종된 바라노피드속이다. 골드로터 층의 붉은 층에서 발견된 잘 보존된 골격을 기반으로 하는 카바르지아 트로스티데이라는 단 하나의 종만을 포함하고 있다. 카바르지아는 메세노사우루스 로메리와 많은 유사점을 공유했지만 더 구부러진 발톱, 넓은 척골, 그리고 천골 늑골의 근육 흉터 같은 몇 가지 차이점을 가지고 있었다. 길고 가느다란 뒷다리, 좁은 몸통, 길쭉한 꼬리, 짧고 두꺼운 앞다리를 가진 카바르지아는 포식자로부터 도망치기 위해 두 발로 달릴 수 있을 것 같았는데 이는 일부 현대 도마뱀들이 공유하는 행동이다. 이것은 이족 보행에 적응한 것으로 알려진 가장 오래된 동물로 약간 더 어린 탐바흐 층의 이족 보행 볼로사우루스과 동물인 에우디바무스보다 앞선다. 카바르지아는 머리, 목, 그리고 어깨, 꼬리, 왼쪽 팔다리의 일부만 없는 단일 관절 골격으로 알려져 있다. 이 완모형 표본인 NML-G2017/001은 1989년에 독일 튀링겐 숲의 카바르츠 채석장에서 탐사 중이던 화석 수집가 프랭크 트로스티데에 의해 발견됐다. 이 채석장은 초기 페름기 적층, 호수 퇴적물, 화산층의 연속인 골드로이터 층의 대부분을 보존하고 있으며 탐바흐 층의 아르틴스키안 층 또는 쿵구리아 시대의 적층보다 약간 오래된 것이다. 표본의 예비 연구는 잠정적으로 아레오셀리디아 디아스피드 파충류라고 생각했지만 프레데릭 스핀들러, 랄프 베르네부르크 및 종 W. 슈나이더의 2019년에 연구는 기초 시냅스, 파르렙타일 및 에프타일 같은 작은 페름 암수의 두개 후 해부학적 구조를 비교한 후 그러한 할당에 반대되는 이유를 제시했다. 그들은 이것이 그들이 작년에 이름 지었던 메세노사우루스아과의 일부인 메세노사우루스와 밀접한 관련이 있는 바라노피드일 것이라고 주장했다. 이 표본에는 수집 장소와 수집가 모두의 이름을 따서 카바르지아 트로스테이데이라는 이름이 붙여졌다. 등뼈는 긴 중심과 넓은 간격을 가진 지가파피스를 가지고 있으며 위에서 보았을 때 모래시계 모양을 하고 있다. 그들의 신경 가시는 낮고 직사각형이며 칼날처럼 생겼다. 카바르지아의 척추뼈는 정맥류 기준에 의해 비교적 단순했으며 뚜렷한 측면 굴착이나 유두 과정이 없었다. 메세노사우루스도 이러한 특징이 없다. 처음에는 이미 짧았던 외관상 홀오세피(단두) 갈비뼈는 엉덩이를 향해 더 작아졌다. 천골 늑골의 개수로 볼 때 천골은 두 개뿐이었을 것이다. 카바르지아는 천골 늑골 윗면에 노브와 같은 흉터가 추가로 있지만 모든 천골 늑골은 메세노사우루스처럼 골반에 닿았을 때 같은 정도로 부풀어 올랐다. 꼬리(꼬리) 척추뼈는 상당히 길었고 두껍고 갈고리 모양의 꼬리 갈비뼈는 압시사우루스와 비례적으로 비슷했다. 어깨띠의 보존된 부분은 카바르지아가 볼록한 앞 가장자리를 가진 얇은 견갑골을 가지고 있었다는 것을 보여준다. 골반에는 길고 낮은 등날을 가진 장골과 작은 덩어리를 가진 치골이 있었다. 앞다리는 길고 가느다란 뒷다리에 비해 짧고 튼튼하다. 특히 상완골은 두껍고 큰 장골과 함께 있다. 카바르지아의 장내공은 팔꿈치 근처에 위치해 있었는데, 이는 메세노사우루스에게서만 볼 수 있는 기저 시냅스류 중 먼 위치였다. 반지름은 상대적으로 짧고(상완골보다 약간 길 뿐) 메세노사우루스의 꼬인 반지름과는 달리 직선이었다. 카바르지아의 목수(손목뼈)는 대부분 메세노사우루스와 비례적으로 비슷했으며 넓은 중간지대와 상당히 큰 근위부 목수, 센트랄레/센트랄리아를 가지고 있었다. 하지만 그것은 특징적으로 넓은 척골과 두 개의 중앙이 있다는 점 때문에 또한 다르다. 작은 물고기 모양의 뼈도 보존되어 있는데 이는 바라노돈과의 뼈보다 훨씬 작다. 반면에 카바르지아의 상대적 중수골 비율은 바라노돈틴에 가깝다. 대퇴골은 특별히 튼튼하거나 가늘지는 않지만 얇고 각진 내부 트로이커가 있다. 다른 바라노피드(및 지골)와 마찬가지로 정강이뼈와 종아리뼈는 각각 대퇴골 길이의 80% 이상으로 비교적 길었다. 발의 가장 긴 발가락에 대한 정강이뼈의 비율은 메세노사우루스처럼 3:4이다. 아스트라갈로스는 크고 단순했으며 발카네움은 좁은 구멍을 둘러싼 약간 오목한 가장자리를 따라 그것에 맞닿아 있었다. 네 번째 원위부 시선은 크고 다섯 번째 원위부 시선에 부착되지 않았다. 메세노사우루스처럼 길쭉한 네 번째 중족골은 짧은 다섯 번째 중족골과 접촉하는 근위부 돌출부가 있었다. 화석의 위치는 카바르지아가 발의 나머지 부분에 비해 각진 다섯 번째 발가락이 있었다는 것을 암시한다. 카바르지아와 메세노사우루스 사이의 가장 분명한 차이점 중 하나는 메세노사우루스가 길고 다소 곧은 웅장체를 가지고 있는 반면 카바르지아의 것들은 탐바카르니펙스의 손에서도 알려진 특징인 짧고 깊으며 날카롭게 구부러졌다는 사실이다. 융합된 신경 가시와 잘 보존된 관절은 카바르지아의 완모식표본 표본이 성인 동물이었다는 것을 보여준다.카바르지아와 탐바카르니펙스의 구부러진 발톱은 땅을 파는 데 더 유용했을 수도 있는 메세노사우루스와 바라놉스의 더 곧은 발톱과는 대조적으로 포식용으로 적합했을 것이다. 카바르지아에서 수생 습관에 대한 다른 증거는 없지만 넓은 척골은 수생 동물에서도 볼 수 있는 적응이다. 카바르지아의 비율(짧은 앞다리, 얇은 몸, 긴 뒷다리, 꼬리)은 두 발로 걸을 수 있는 현생 도마뱀의 비율과 유사하다. 그들은 또한 탐바흐 볼로사우루스과 에우디바무스와 일치하지만, 카바르지아의 발목과 발은 이족 보행 습성에 특화되지 않았다. 이것은 카바르지아가 능동적인 이족 보행(느리고 체계적으로 뒷다리를 걷는 것)이 아니라 수동적인 이족 보행(무게 중심이 뒷다리 뒤에 있기 때문에 고속으로 달릴 때 이족 보행 자세로의 전환)에 관여했음을 나타낼 수 있다. 수동적 이족 보행의 장점은 비록 살아있는 파충류에서도 완전히 이해되지 않지만 날벌레의 포획에 있어 협력이나 도움을 증가시키는 것과 관련이 있을 것이다. 메세노사우루스와 같은 다른 "메세노사우루스"들은 카바르지아의 이족 보행주의에 대한 적응을 공유했고 생활습관에 더 적응하기 위해 고관절 근육 구조를 증가시켰을 수도 있다.카바르지아의 묘사에 의해 제공되는 "메세노사우루스인" 발의 비율에 대한 정보는 그들이 전통적으로 아레오셀리디안 디카피드에 의해 만들어진 것으로 여겨져 온 일반적인 페름기 파충류 발자국 이크노게누스인 드로모푸스의 트랙메이커에 적합한 후보라는 것을 보여준다.비록 알려진 드로모푸스 화석은 이족 보행 동물에 해당하는 것으로 보이지는 않지만 이것은 "메세노사우루스"의 이족 보행주의가 포식자로부터 벗어날 수 밖에 없는 드문 환경으로 제한되었기 때문일 것이다. 카바르지아는 가장 오래된 것으로 알려진 메세노사우루스과이고 튀링기 층서학에서 이전에 알려진 가장 오래된 이족 보행 동물이기 때문에 카바르지아는 이족 보행주의를 실천한 것으로 알려진 가장 오래된 동물로 여겨질 수 있다. 또한 양턱에는 총 15~25개의 톱니 모양을 가진 이빨을 가지고 있다. 먹이로는 당대에 서식했었던 곤충, 절지동물, 무척추동물과 같은 육식성의 먹이와 식물의 잎, 열매, 씨앗과 같은 초식성의 먹이까지 같이 섭이했을 잡식성의 도마뱀으로 추정되는 종이다.

## 생존시기와 서식지와 화석의 발견
카바르시아가 생존했었던 시기는 고생대의 페름기로서 지금으로부터 2억 9000만년전~2억 4500만년전에 생존했었던 종이다. 생존했었던 시기에는 유럽을 중심으로 하여 당시에 존재했었던 초원, 산림 등에서 주로 서식했었던 도마뱀이다. 화석의 발견은 2019년에 독일의 페름기에 형성된 지층에서 독일의 고생물학자들에 의하여 처음으로 발견되어 새롭게 명명된 종이다.

## 같이 보기
- 파충류
- 고생대
- 페름기
- 도마뱀
- 화석